# Tor Lund
Tor Lund (Bergen, 1888. január 20. – Bergen, 1972. szeptember 1.) olimpiai bajnok norvég tornász.
Az 1912. évi nyári olimpiai játékokon indult tornában és csapat összetettben szabadon választott szerekkel olimpiai bajnok lett.
Klubcsapata a Bergens TF volt.